# Didaphne caerulescens
Didaphne caerulescens là một loài bướm đêm thuộc phân họ Arctiinae, họ Erebidae.